# Chère Louise
 (janvier 2025).
Si vous disposez d'ouvrages ou d'articles de référence ou si vous connaissez des sites web de qualité traitant du thème abordé ici, merci de compléter l'article en donnant les références utiles à sa vérifiabilité et en les liant à la section « Notes et références ».
Pour plus de détails, voir Fiche technique et Distribution.
Chère Louise est un film franco-italien réalisé par Philippe de Broca, sorti en 1972.
Le film fut présenté en compétition au Festival de Cannes 1972.

## Synopsis
La rencontre entre Louise, enseignante de 40 ans, divorcée, et Luigi, 20 ans, sans travail.

## Fiche technique
- Titre original : Chère Louise
- Réalisation : Philippe de Broca
- Assistant : Denis Amar
- Scénario : Philippe de Broca et Jean-Loup Dabadie, d'après L'Éphèbe de Subiaco, une des quatre nouvelles qui composent  Le Thé sous les cyprès de Jean-Louis Curtis.
- Décors : Constantin Mejinsky et Geo Huby
- Photographie : Ricardo Aronovich
- Son : Jean-Louis Ducarme
- Montage : Françoise Javet
- Musique : Georges Delerue
- Piano : Odette Gartenlaub
- Editions musicales : PECF
- Production : Georges Dancigers, Alexandre Mnouchkine
- Société de production : 
  -  Les Films Ariane, Columbia France, Productions et Éditions Cinématographiques Françaises
  -  Compagnia Cinematografica Champion
- Société de distribution : Columbia Pictures
- Pays d’origine :  France |  Italie
- Langue originale : français - Son mono
- Format : couleur (Eastmancolor) — 35 mm — Ratio projection 1,37:1
- Genre : comédie dramatique
- Durée : 105 minutes
- Date de sortie : France : 6 septembre 1972
- Affiche : Georges Kerfyser (France)

## Distribution
- Jeanne Moreau : Louise
- Julian Negulesco : Luigi
- Didi Perego : Frédérique Chibert
- Jill Larson : Poussy
- Yves Robert : Magnéto, le marchand de cycles
- Pippo Starnazza : le vieil italien
- Lucienne Legrand : Mademoiselle Jacquier, la logeuse
- Luce Fabiole : Anna
- Jenny Arasse : Pauline
- Louis Navarre : Lucien Pulpon

## Accueil
- Guy Allombert, La Saison cinématographique 72

« Mais c'est trop difficile, aujourd'hui, même si l'histoire est possible et vraie, de "faire croire" à cette rencontre. Et quelque admiration que l'on ait pour Jeanne Moreau, cette grande actrice tue toute émotion. Ses réactions sont prévues – donc prévisibles – au quart de millimètre. Elle fascine, mais ôte toute émotion au film. Impossible de croire à sa tentative de suicide : jouée merveilleusement c'est vrai, mais "jouée". Alors le film perd toute âme, toute crédibilité. Dommage. »